# Graduation ~Singles~
Albums de Nami Tamaki
Speciality
(2006) Don't Stay
(2008)
Graduation ~Singles~ est la 1re compilation de Nami Tamaki, sorti sous le label Sony Music Entertainment Japan le 29 novembre 2006 au Japon. Elle atteint la 6e place du classement de l'Oricon et reste classé pendant 10 semaines, pour un total de 69 680 exemplaires vendus. C'est le 3e album le plus vendu de Nami Tamaki à ce jour. Elle sort en format CD et CD+DVD.

## Liste des titres
| 1.  | Believe                                                              | 3:54 |
| 2.  | Realize                                                              | 4:41 |
| 3.  | Prayer                                                               | 4:47 |
| 4.  | Shining Star ☆Wasurenai Kara☆ (Shining Star ☆忘れないから☆)          | 4:24 |
| 5.  | Daitan ni Ikimashou ↑Heart & Soul↑ (大胆にいきましょう ↑Heart&Soul↑) | 3:11 |
| 6.  | Reason                                                               | 4:22 |
| 7.  | Fortune                                                              | 4:49 |
| 8.  | Heroine                                                              | 4:46 |
| 9.  | Get Wild                                                             | 4:26 |
| 10. | My Way                                                               | 4:14 |
| 11. | Sunrize                                                              | 4:45 |
| 12. | Result                                                               | 4:16 |
| 13. | Sanctuary                                                            | 4:54 |
| 14. | 19 GROWING UP -ode to my buddy- (Bonus sur l'édition limitée)        | 4:22 |

| 1.  | FULL MOON PRAYER ~from Sony Music Audition (2002.03.26)~           |  |
| 2.  | Believe                                                            |  |
| 3.  | Realize                                                            |  |
| 4.  | Prayer                                                             |  |
| 5.  | Shining Star ☆Wasurenai Kara☆ (Shining Star ☆忘れないから☆)        |  |
| 6.  | Daitan ni Ikimashou ↑Heart&Soul↑ (大胆にいきましょう ↑Heart&Soul↑) |  |
| 7.  | Reason                                                             |  |
| 8.  | Fortune                                                            |  |
| 9.  | Heroine                                                            |  |
| 10. | Get Wild                                                           |  |
| 11. | My Way                                                             |  |
| 12. | Result                                                             |  |
| 13. | Sanctuary                                                          |  |